# Myrciaria cuspidata
Myrciaria cuspidata là một loài thực vật thuộc họ Myrtaceae. Loài này có ở Brasil, Paraguay và Argentina.